# Yamazaki Mazak
Die Yamazaki Mazak K.K. (jap. ヤマザキマザック株式会社, Yamazaki Mazakku kabushiki-gaisha; engl. Yamazaki Mazak Corp.) ist ein japanischer inhabergeführter Werkzeugmaschinenkonzern, der Dreh- und Fräsmaschinen sowie Laserschneidmaschinen produziert. Das Unternehmen wurde 1919 von Yamazaki Sadakichi in Nagoya gegründet und hat heute (2018) weltweit ca. 8330 Mitarbeiter. Yamazaki Mazak unterhält weltweit 11 Produktionsstätten, davon 6 in Japan sowie weitere in den USA, in Großbritannien, Singapur und China sowie 83 Technologie- und Technik-Center (Stand Mitte 2018). Die Konzernzentrale liegt in Ōguchi, Präfektur Aichi. Mit einem Umsatz von ca. 2.604 Mio. USD 2008 ist das Unternehmen der umsatzstärkste Werkzeugmaschinenbauer der Welt.